# Gerlachov (district de Bardejov)
Pour les articles homonymes, voir Gerlachov.
Gerlachov (allemand : Gerlsdorf im Scharosch), est un village de Slovaquie situé dans la région de Prešov.

## Histoire
Première mention écrite du village en 1326.

## Démographie

### Évolution de la population
| Année:               | 1994. | 2004.    | 2014.   | 2024.   |
| -------------------- | ----- | -------- | ------- | ------- |
| Nombre de personnes: | 922   | 1020     | 1042    | 1055    |
| Différence:          |       | +10,62 % | +2,15 % | +1,24 % |

| Année:               | 2023. | 2024.   |
| -------------------- | ----- | ------- |
| Nombre de personnes: | 1050  | 1055    |
| Différence:          |       | +0,47 % |